# リチウム・空気電池
リチウム・空気電池（リチウムくうきでんち）または金属リチウム－空気電池は、金属リチウムを負極活物質とし、空気中の酸素を正極活物質とし、充放電可能な電池である。一次電池、二次電池、燃料電池を実現可能である。原型は米国で特許となっており（アメリカ合衆国特許第 5,510,209号）、その後、日本で改良した別方式を開発した（後述）が、いずれも研究段階である。 
負極は金属リチウムと直結し、正極には空気が触れる構造となっており、この電池はリチウムと空気中の酸素との化学反応により放出されるエネルギーを取り出すことができる。リチウムイオン電池と比較し、リチウム・空気電池は理論上の重量エネルギー密度が高いため、置き換える存在として研究が行われている。

## 概要
リチウム空気電池は {\displaystyle {\ce {4Li\ + O2 -> 2Li2O}}} の反応を起こして放電する。計算上、開放電圧は2.91Vである。酸素を含む電池全体に貯蔵できる単位重量あたりのエネルギーは理論上5200 Wh/kgと非常に高い（リチウムイオン二次電池は1000Wh/kgに満たない）。ただし酸素は空気中から得られるのでボンベ等に貯蔵する必要がないため（宇宙空間や水中での使用を考えない限り）金属-空気電池では電極と電解液に貯蔵できる単位重量当たりのエネルギーが重要である。リチウム空気電池の場合、電極と電解液に貯蔵できる単位重量当たりのエネルギーは11140 Wh/kgとなる。
| 金属/空気電池 | 計算上の開放電圧, V | 理論上の貯蔵エネルギー Wh/kg （酸素を含む電池全体） | 理論上の貯蔵エネルギー Wh/kg （酸素を含まない） |
| ------------- | ------------------- | --------------------------------------------------- | ----------------------------------------------- |
| Li/O2         | 2.91                | 5200                                                | 11140                                           |
| Na/O2         | 1.94                | 1677                                                | 2260                                            |
| Ca/O2         | 3.12                | 2990                                                | 4180                                            |
| Mg/O2         | 2.93                | 2789                                                | 6462                                            |
| Al/O2         | 2.71                | 4300                                                | 8100                                            |
| Zn/O2         | 1.65                | 1090                                                | 1350                                            |

電池全体の化学反応式と自由エネルギー変化、電圧の測定値の一例をいかに示す:
{\displaystyle {\ce {2Li\ + O2 -> Li2O2}}}; {\displaystyle {\rm {Go=-145\ Kcal\ (E_{0}=3.1V)}}} [1]
{\displaystyle {\ce {4Li\ + O2 -> 2Li2O}}}; {\displaystyle {\rm {Go=-268\ Kcal\ (E_{0}=2.91V)}}} [2]
Abraham達は市販のラマン分光計を使用して実験していたので、放電時に主にLi2O2が生成した。
AbrahamとJiangは、正極に錯体または（コバルトのような）酸化金属の触媒を含ませた炭素電極を用いて充電可能なリチウム空気電池を作製した。この電池の実演の際、過電圧以下でLi2O2やLi2Oから金属リチウムと酸素への酸化還元反応が見られた。
非水系金属空気電池は潜在的に非常にエネルギー密度が高く、民生用の電力源として使用しやすい。これらの電池は1000Wh/kg（3.6MJ/kg）の実用的な電力源としても期待される。 
Abraham達は同様にマグネシウム･空気電池を30PVdF-HFP-62.5 EC/PC-7.5Mg（ClO4）2と20℃での導電率が1.2x10−3 S/cmの導電性高分子による電解質と組み合わせることで成り立つ事を示した。このMg/O2 電池は室温で約1.2 Vの開放電圧を示し、放電電圧は0.7から1.1Vであり理論上の電圧である2.93 Vよりも低い。
リチウム・空気電池は一種の燃料電池であり、金属リチウムを負極側に補給すれば放電性能を維持することができる。すなわち通常の充電作業を行う代わりに、正極生成物と負極材料をその都度入れ替えれば発電を維持可能である。しかし金属燃料は流体ではないので、電池パック内の複数の電池セル毎に負極だけを交換したり正極側電解液だけを交換することは困難であり、電池パックごとの交換になる（水素燃料電池は水素だけを補給すればよく、また生成物の水だけを排出できる）。電気自動車では自動車ディーラーやガソリンスタンドなどの拠点で交換・回収が可能であるが、ノートパソコンやスマートフォンなどではリサイクルのシステムが課題となる。
正極から発生する水酸化リチウムは水溶液中で非常に強い塩基性を示し、固定電解質を腐食してしまう。水溶液中に酢酸リチウムを混ぜることである程度の緩和は可能だが、水酸化リチウムは空気電池という性質上その溶解度を遥かに超える量が生成されるため根本的な解決策ではない。また固体電解質はセラミクスであり衝撃に弱いため大型化が難しい。

## 歴史
1990年代半ばにK.M. Abraham達は、負極にリチウム、正極に炭素を使用して、ゲル状の高分子を電解質膜をセパレーターとイオン運搬層として使用した非水系のリチウム空気電池の実演を行った。大気から取り入れた酸素を炭素負極に入れて負極を活物質とした。リチウム空気電池の放電においてこの酸素は減って反応生成物は炭素電極内に貯蔵される。その結果電池の負極内の炭素の単位質量あたりの容量は拡大する。リチウム空気電池を構成するリチウムイオンの導電性を有するゲル高分子電解質にはポリアセチレン(PAN)を元にした高分子とポリフッ化ビニリデン(PVDF)が用いられる。電解質には同様に液体有機物、乾燥有機高分子や無機固体電解質(高温で作動)が使用される。デイトン大学の研究者達は最初に固体の充電可能なリチウム空気電池を開発した。他の充電式リチウム電池の炎上や爆発による危険性に対処する為に設計された方法や大型の産業用途の充電式リチウム電池の為に開発された方法を取り入れた。
2009年、産業技術総合研究所エネルギー技術研究部門エネルギー界面技術研究グループの王永剛が、原型にある放電によって両極間の有機電解液中に生成した酸化リチウムの固体が正極にこびりつくことで、正極と空気の接触が遮断されて放電が止まるなどの問題を解決した。改良法では負極側に有機電解液を正極側に水性電解液を置き、その間を固体電解質で仕切った。この固体電解質はリチウムイオンのみを通し、他のイオンや分子をすべて遮断する。その結果、両電解液が混合せず、正極側に固体が生成することを防ぐことが可能だと見出した（正極側水性電解液には水溶性の水酸化リチウムが生成されるだけである）。
2018年に物質・材料研究機構とソフトバンクが共同設立した「NIMS-SoftBank先端技術開発センター」が実用化に向け、電極や電解質を開発を行っており、2021年にはリチウムイオン電池を上回る500Wh/kg級のリチウム空気電池の充放電に成功した。